# Psapharochrus albifrons
Psapharochrus albifrons là một loài bọ cánh cứng trong họ Cerambycidae.